# Miracle (sång)
"Miracle" är en låt skriven av Ovidiu Cernăuțeanu, Phillip Halloun, Victor Forberg Skogberg, Frida Amundsen. Låten var Rumäniens bidrag i Eurovision Song Contest 2014 och framfördes av Paula Seling & Ovi som även tidigare deltagit för Rumänien. Då i Eurovision Song Contest 2010 i Oslo med Playing with fire som kom på en tredje plats.

## Under Eurovision
"Miracle" framfördes i den andra halvan av andra semifinalen 8 maj. Låten slutade på andraplats i semifinalen och på tolfte plats i finalen.